# Maddaleone
Maddaleone è un termine di tecnica farmaceutica. Il vocabolo deriva lat. tardo magdalium o magdalio, -onis, a sua volta dal vocabolo greco μαγδαλιά che significa "pallina di mollica di pane"
Indica un preparato officinale pastoso di forma cilindrica allungata, formato da eccipienti (solitamente pasta di liquirizia) che inglobano i principi attivi.
Prima dello sviluppo dell'industria farmaceutica, tale bastoncino veniva preparato artigianalmente in farmacia come una pasta per pillole da sezionarsi in tante piccole porzioni tramite un utensile detto pilloliera. Alle dosi preparate nella corretta posologia si dava infine forma sferica per essere usate come pillole.
Viene utilizzato anche per fare impiastri o suffumigi.